# Operation Focus
Operation Focus (Hebreiska: מבצע מוקד, Mivtza Moked) var ett inledande flyganfall i Sexdagarskriget utfört av Israel på morgonen den 5 juni 1967. Målet med operationen var att genom ett massivt överraskningsanfall nedkämpa det egyptiska flygvapnet medan det fortfarande var på marken. Bekämpningen skedde genom att både stridsflygplan parkerade på marken och flygbasernas infrastruktur angreps. Anfallet var mycket framgångsrikt och större delen av det egyptiska flygvapnet var nedkämpat inom bara några timmar, vilket gav Israel totalt luftherravälde under resten av kriget. Under de följande dagarna angrep och nedkämpade Israel även de jordanska och syrianska flygvapnen. Ungefär 450 flygplan förstördes och 18 egyptiska flygbaser slogs ut. Operationen anses vara en av de mest framgångsrika luftkampanjerna i krigshistorien.

## Utförande
Operationen skedde i tre anfallsvågor. Den första vågen inleddes klockan 07.45 lokal tid och de andra två klockan 09.30 och 12.15. För att hinna slå mot alla mål och bibehålla initiativet snabbklargjordes de israeliska flygplanen för nästa anfallsvåg på bara några minuter så fort de återvände till sina baser.
De israeliska flygplanen flög först västerut över Medelhavet, för att sedan göra anflygningen mot Egypten på låg höjd för att undgå egyptiskt radartäckning. Egypten hade dock utfärdat eldförbud på sitt luftvärn, då man var orolig för att rebellstyrkor skulle försöka skjuta ned det flygplan som fältmarskalk Muhammad abd-al Hakim Amir och generallöjtnant Sidqi Mahmoud befann sig i vid tillfället.
I första anfallsvågen angreps 11 egyptiska flygbaser, där överraskningsmomentet gav stor framgång och samtliga baser och dess flygplan blev nedkämpade. I andra anfallsvågen angreps 14 egyptiska flygbaser med enbart mindre förluster på den israeliska sidan. Vid den tredje anfallsvågen hade Syrien, Jordanien och Irak reagerat och besvarat flyganfallet med egna flyganfall mot israeliska mål. Som gensvar omgrupperade det israeliska flygvapnet delar av den tredje anfallsvågen mot mål i dessa länder.
Redan på eftermiddagen den 5 juni var det egyptiska flygvapnet nedkämpat. Resultatet blev att Israel fick totalt luftherravälde under hela kriget och kunde därmed nästan obehindrat flygbekämpa egyptiska, jordanska och syriska markstyrkor, vilket var en avgörande fördel för Israel. Under de följande dagarna nedkämpades även de jordanska och syriska flygvapnen.
En av huvudanledningarna till den israeliska framgången var användandet av en ny sorts bomb utvecklad särskilt för flygbasbekämpning, en prototyp till vad som skulle bli Matra Durandal. Denna bombtyp fungerar genom att efter ha släppts från flygplanet tända en raketmotor som skjuter den igenom en rullbanas hårdgjorda beläggning för att sedan explodera under den. Denna explosion knäcker och häver upp rullbanans beläggning underifrån, vilket är en skadeverkan som är svårare att reparera än den krater som orsakas av en vanlig bomb som exploderar mot ytan. Med rullbanorna utslagna blev de stridsflygplan stationerade på flygbaserna fast på marken, och därefter förstörda uppföljande flyganfall.

## Effekt
Operationens stora framgång visade hur sårbara fasta flygbaser var för flyganfall vid den tiden. Detta ledde till att många länders flygvapen började utveckla förbättrade defensiva förmågor mot det, exempelvis hårdgjorda flygplansskydd för att skydda flygplan på marken och etablering av vägbaser som alternativa flygbaser. Det svenska flygvapnet vidareutvecklade sitt Bas 60-system till Bas 90 till stor del på grund av framgången anfallet hade.